# Francesco Barozzi (vescovo)
Francesco Barozzi (... – Treviso, 1471) è stato un vescovo cattolico e umanista italiano.

## Biografia
Ottenne la cattedra di diritto all'Università di Padova dal 1440 al 1466. Collaborò con Antonio Roselli.
Il 17 aprile 1466 fu nominato vescovo di Treviso da papa Paolo II.
Ricevette la consacrazione episcopale il 6 luglio 1466 da Gautier de Forcalquier, vescovo di Gap, co-consacranti Placido Pavanello, vescovo di Torcello, e Nicolò delle Croci, vescovo di Lesina. 
Resse la diocesi di Treviso fino alla sua morte.

## Genealogia episcopale
La genealogia episcopale è:
- Vescovo Gautier de Forcalquier
- Vescovo Francesco Barozzi